# ウィリアム・ライオンズ
ウィリアム・ライオンズ（英: Sir William Lyons、1901年9月4日 – 1985年2月8日）は、イギリスの実業家でカーデザイナー。ジャガー・カーズの創業者である。

## 概要

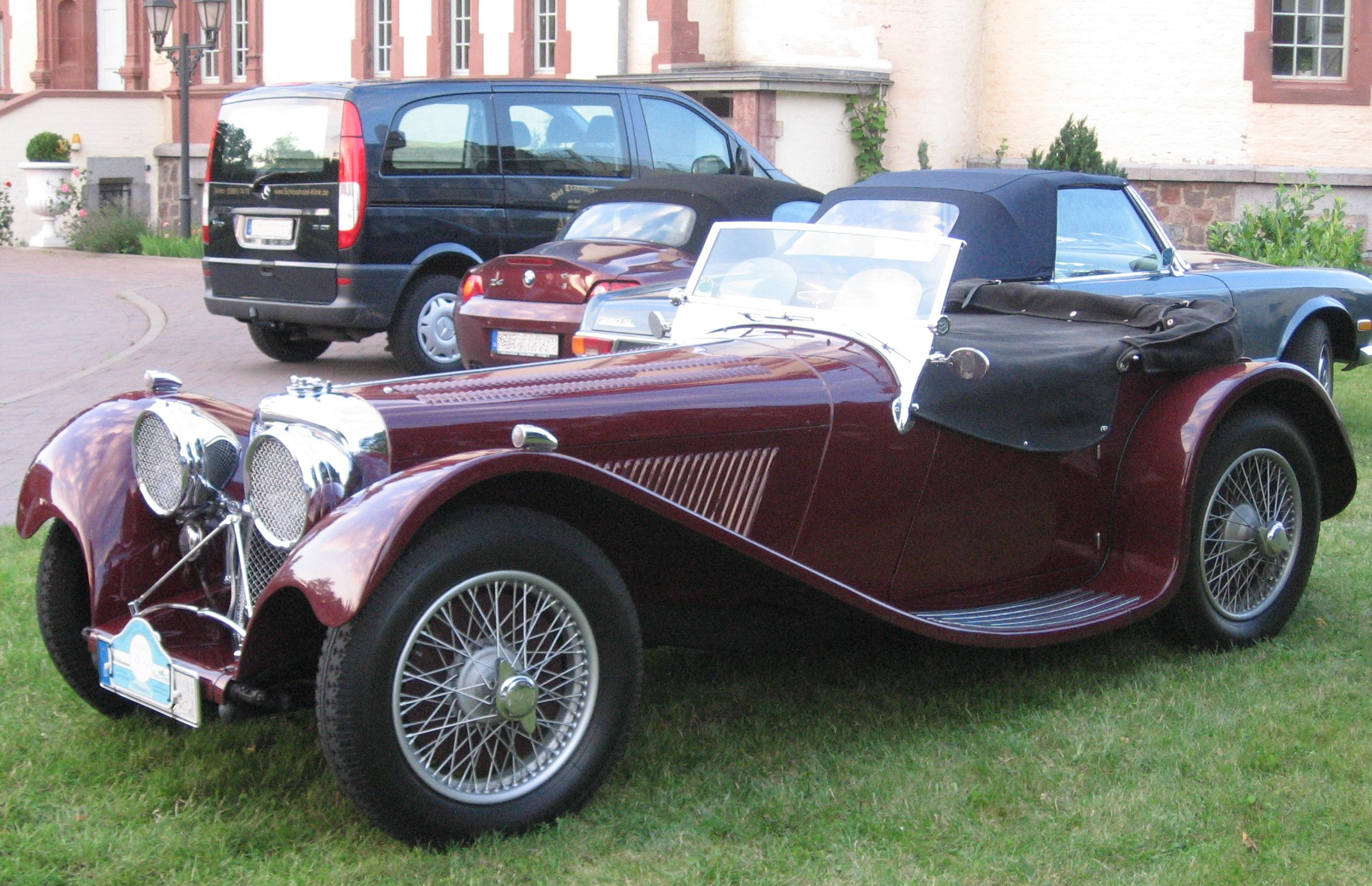
SS100

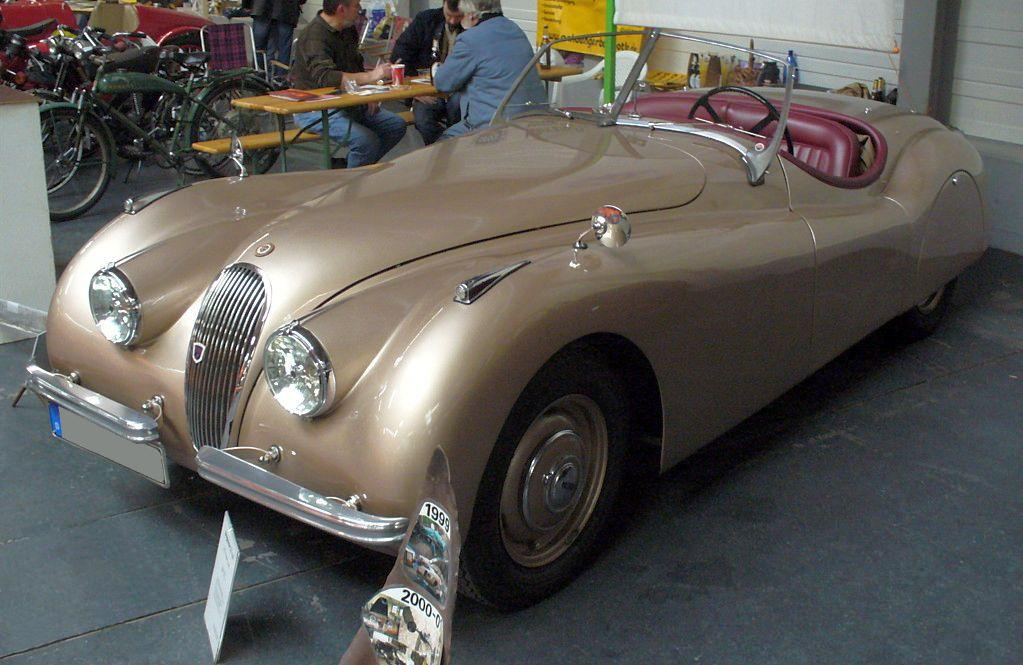
XK120

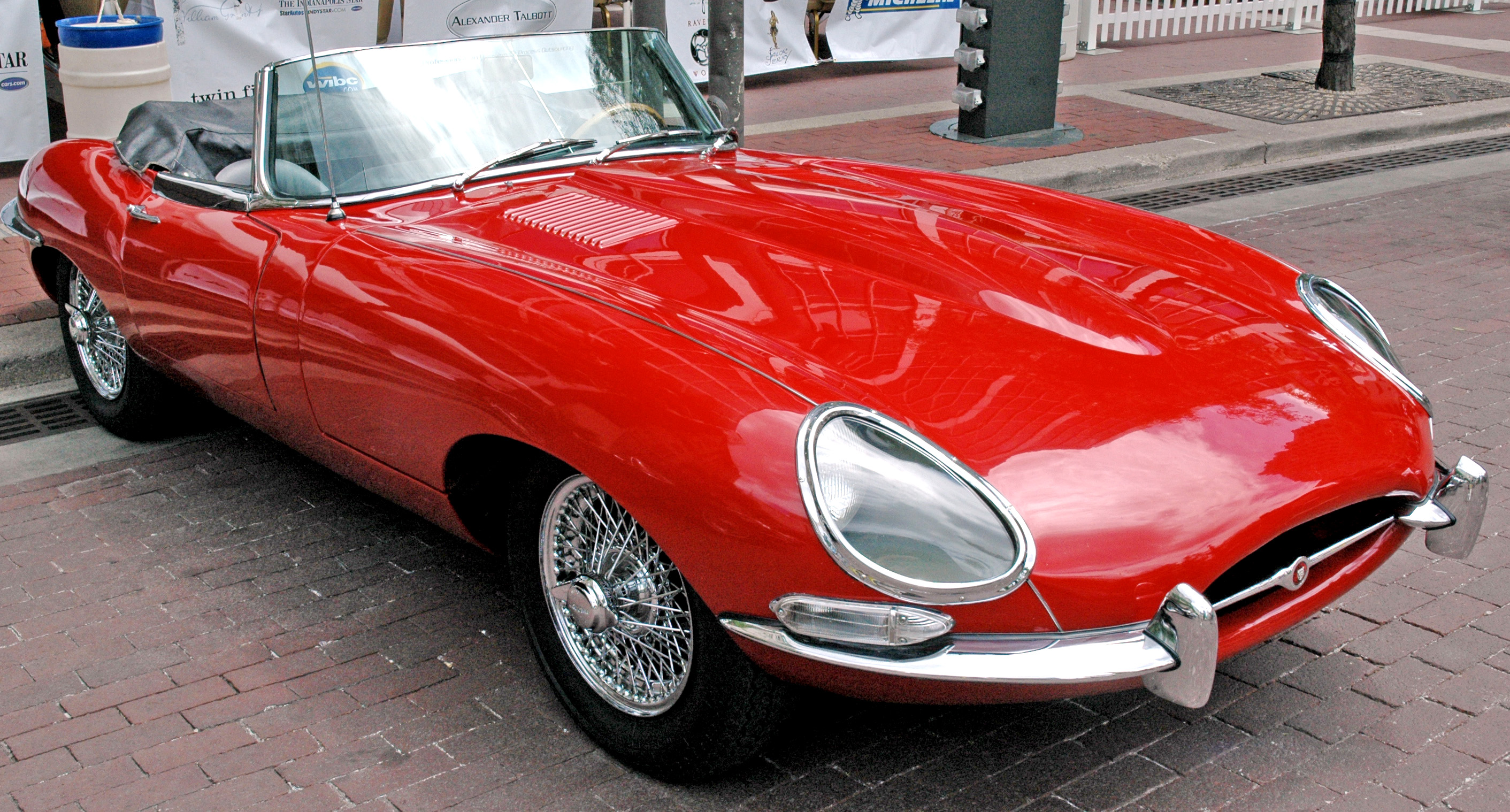
Eタイプ

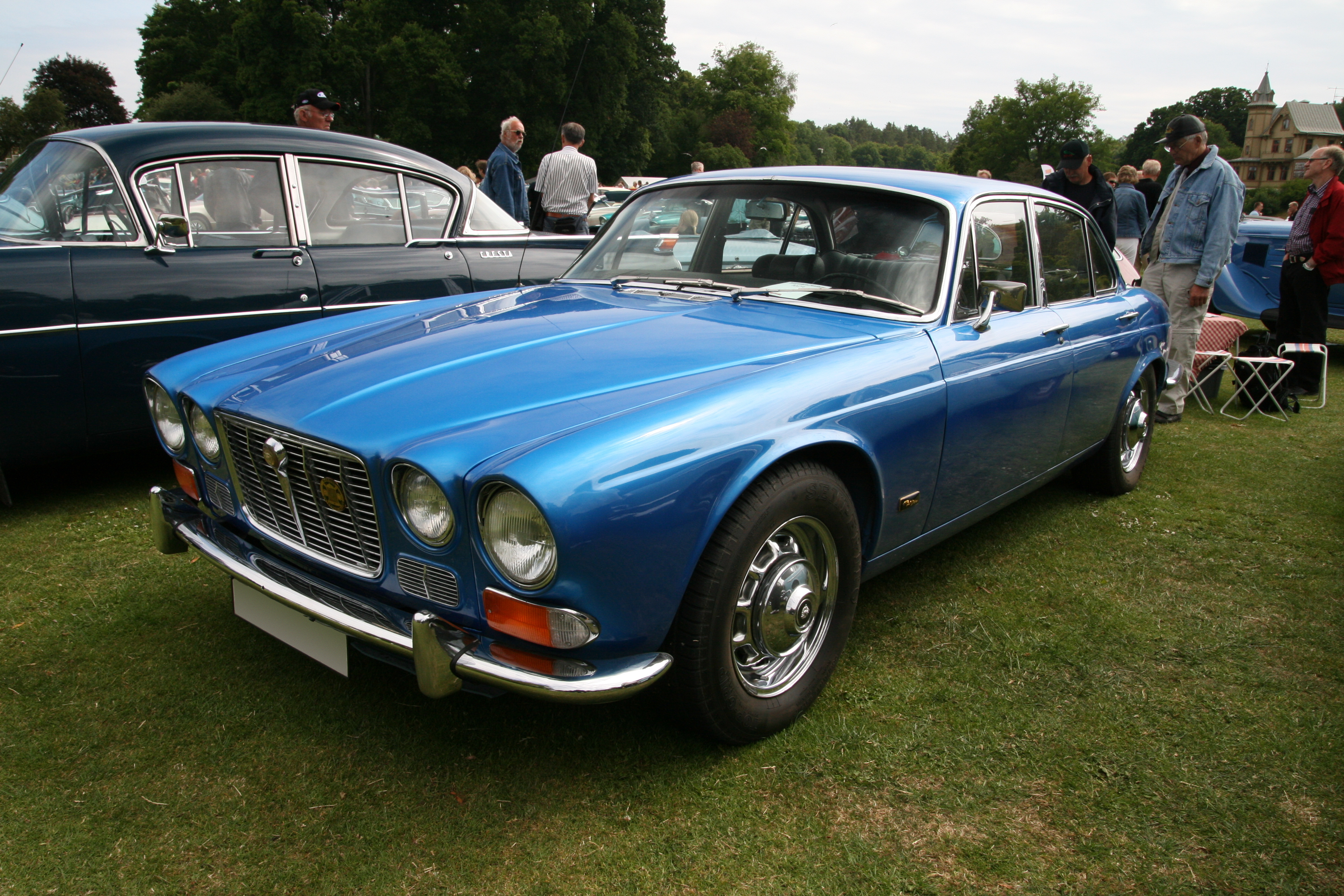
XJ6(シリーズ1)

自身、卓越したデザインセンスを持つ独学のデザイナーであり、優秀な技術者を麾下に置いて、性能とスタイルに優れたスポーツカー・高級乗用車の大量生産を実現、新興企業であった「ジャガー」を、自身一代でイギリスを代表する高級車ブランドに成長させた。「美しい車は必ず売れる」という信念の持ち主であったライオンズは製図の訓練を受けていなかったが、フルスケールのクレイモデルを用いながら、ジャガー各車のデザインの指揮を執り続けた。

## プロフィール
イギリスのブラックプールでアイルランド移民の楽器商であった父ウィリアムと母、ミニーの元に生まれた。マンチェスターにあった英国の自動車メーカー・クロスレイ・モーターズ（Crossley Motors ）の見習い工としてスタートし、1919年には地元ブラックプールのサンビームのディーラー・Brown and Mallalieu で自動車セールスマンとなった。1921年、ウィリアム・ウォームズレイ（英:William Walmsley ）が隣の敷地で払い下げを受けた軍用オートバイを民間用に改造し、サイドカーを付けて販売する商売を開始、ライオンズもその一台を購入した。
ライオンズ21歳の誕生日であった1922年9月4日、彼はウォームズレイの店の共同経営者となり、二人の工房はスワロー・サイドカーに改組した。同社のサイドカーはスタイリッシュなことで成功し、1927年以降はオースチン・7に安価なスペシャルボディを架装して「オースチン・スワロー」として売り出した。この商売も成功し、彼らはより広い工場を求めてブラックプールを転々とした後、1928年にコヴェントリーヘ移転した。もっともウォームズレイは過剰な経営規模拡大を望んでおらず、1934年には経営権をライオンズに全面的に譲って会社を去り、ライオンズの単独経営となった会社はSSカーズと社名変更された。
SSカーズの最初の製品は1931年から作られていた「SS1」であった。流麗なフェンダーラインとロングノーズでいかにも高速・高級スポーツカーに見えるこの車のエンジンやシャシーは大衆車のもので、美しいスタイルと価格の安さで好評を博したものの、口うるさいエンスージアスト達からは見掛け倒しの車として冷笑された。初めて「ジャガー」の名を用いたのは1935年の「SS90」からで、高性能エンジン搭載によって従前の悪評を一掃、翌年登場した「SS100」は最高速度160km/h級の本格的スポーツカーとなり、今日では最良のポスト・ヴィンテージ期のスポーツカーの一台と評されている。
第二次世界大戦後の1946年、ナチス親衛隊の略称と重なったSSの名は捨てられ、会社名はジャガー・カーズに改められた。ジャガーは戦後も、合併の波の中でBMC・BLMCの一組織に組み込まれながらもXK120・Eタイプなどのスポーツカー、Mk1/Mk2・XJ6/XJ12などの高級乗用車を生み出し続けた。これらのジャガー各車にはライオンズ自らが深くデザインに参画し、高性能とエレガントなスタイルによって高い評価を受けた。
1956年、英国自動車産業への貢献、特に対米輸出の成功による外貨獲得を顕彰されて叙爵され、サー・ウィリアム・ライオンズとなった。1972年にジャガー・カーズ会長の座を退き、引退後は牧場で羊や肉牛を飼育して悠々自適の生活を送ったが、家畜たちはその優秀な品質で賞を受けたほどであった。なお引退後もジャガー・カーズの顧問として「XJS」や「XJ40」などの開発の監修を行った。

## 家族
Greta Brownと1924年に結婚、息子のジョン・マイケル・ライオンズ（1930年生まれ）は1955年のル・マン24時間レース出場中に事故死、他にパトリシア（1927年生まれ）とメアリー（1937年生まれ）の2人の娘がいる。